# A Tottenham Hotspur 2007–2008-as szezonja
A 2007-2008-as idényben ünnepli a Tottenham Hotspur fennállásának 125. évfordulóját. Az alkalomra új, félig fehér, félig világoskék mezt is készíttettek, és teljesen fehérben játsszák hazai mérkőzéseiket.

## Események
- 2007. október 1-jén, az Aston Villa elleni Premier League mérkőzést nevezték ki a 125. évfordulós meccsnek. A Spurs hazai pályán ért el 4-4-es döntetlent 3 gólos hátrányból felállva. Berbatov, Chimbonda és Keane után a legnagyobb érdem Kaboul-é volt, ugyanis ő rúgta a 90. percben az egyenlítő gólt.
- A 2007. október 25-ei, Getafe ellen elvesztett UEFA-kupa mérkőzés után menesztették Martin Jol edzőt, és asszisztensét, Chris Hughtont. Ideiglenesen Clive Allen-t nevezték ki edzőnek. Jol utódja Juande Ramos, a Sevilla edzője, aki a Blackburn elleni mérkőzésen október 28-án már a kispadon ült. A segédedző az egykori Spurs játékos, Gus Poyet lett.
- A karácsonyi időszakban a klub bejelentette, hogy megegyeztek az angol másodosztályban szereplő Cardiff City-vel walesi játékosuk, Chris Gunter leigazolása ügyében. A fiatal védő a januári átigazolási időszakban lett a Tottenham játékosa.
- 2007. december 26-án a Fulham elleni hazai mérkőzésen Robbie Keane 2 találatával elérte a 100 gólt az élvonalban. Ezzel ő a 13. játékos a Premier League-ben, aki 100 góllal büszkélkedhet.[1]
- 2008. január 19-én a Sunderland ellen hazai pályán Robbie Keane megszerezte 100-adik gólját a Tottenham színeiben.
- 2008. január 22-én az angol Ligakupa elődöntőjének második mérkőzésén a csapatnak 1999 után ismét sikerült legyőznie az ősi rivális Arsenal-t. A mérkőzés 5-1-es Tottenham sikerrel végződött, a gólokat Jermaine Jenas, Robbie Keane, Aaron Lennon, és Steed Malbranque szerezték, az ellenfél játékosa, Nicklas Bendtner öngólt vétett.
- 2008. február 24-én a Wembley stadionban a Ligakupa döntőjében 2-1-re győzték le a címvédő Chelsea csapatát. Először Didier Drogba szerzett vezetést a Kékeknek, azonban Dimitar Berbatov büntetőből kiegyenlített, és a 30 perces hosszabbításban Jonathan Woodgate fejelte be a győztes gólt. A Tottenham ezzel elnyerte a kupát. Legutóbb 9 éve tudtak valamilyen lényegesebb trófeát elhódítani.
- 2008. március 1-jén a csapat elszenvedte első nagyobb vereségét Juande Ramos irányítása alatt. A Birmingham City-től 4-1-re kapott ki a csapat idegenben.
- 2008. március 22-én megszületett a szezon századik gólja a White Hart Lane-en: Darren Bent szerezte a Portsmouth ellen. A mérkőzés 2–0-ra végződött, Bent mellett Jamie O’Hara volt még eredményes.

## Sikerek
Ligakupa-győztes – 2007-08

## Mezek
A csapat mezeit a 2007–08-as szezonban a Puma készítette, a szponzor a Mansion volt. Az évforduló tiszteletére készített félig fehér félig kék mezt az Aston Villa elleni mérkőzésen viselték csak a játékosok.
| \| \| \| \| \| \| \| \| \| \| \| \| |              |              |
| Hazai mez                           |              |              |
| Team colours                        | Team colours | Team colours |
| Team colours                        |              |              |
| Team colours                        |              |              |

| Team colours | Team colours | Team colours |
| Team colours |              |              |
| Team colours |              |              |

| \| \| \| \| \| \| \| \| \| \| \| \| |              |              |
| Idegenbeli mez                      |              |              |
| Team colours                        | Team colours | Team colours |
| Team colours                        |              |              |
| Team colours                        |              |              |

| Team colours | Team colours | Team colours |
| Team colours |              |              |
| Team colours |              |              |

| \| \| \| \| \| \| \| \| \| \| \| \| |              |              |
| Harmadik mez                        |              |              |
| Team colours                        | Team colours | Team colours |
| Team colours                        |              |              |
| Team colours                        |              |              |

| Team colours | Team colours | Team colours |
| Team colours |              |              |
| Team colours |              |              |

| \| \| \| \| \| \| \| \| \| \| \| \| |              |              |
| Évfordulós mez                      |              |              |
| Team colours                        | Team colours | Team colours |
| Team colours                        |              |              |
| Team colours                        |              |              |

| Team colours | Team colours | Team colours |
| Team colours |              |              |
| Team colours |              |              |

| \| \| \| \| \| \| \| \| \| \| \| \| |              |              |
| Váltómez (ha szükséges)             |              |              |
| Team colours                        | Team colours | Team colours |
| Team colours                        |              |              |
| Team colours                        |              |              |

| Team colours | Team colours | Team colours |
| Team colours |              |              |
| Team colours |              |              |

## Játékosok
A csapat több új játékost is szerzett a nyár folyamán, valamint a téli átigazolási időszakban.
Akik érkeztek:
- Gareth Bale a Southampton-tól (5 millió fontért) - 2007. május 25.
- Darren Bent a Charlton Athletic-től (16.5 millió fontért) - 2007. június 29.
- Younes Kaboul az Auxerre-től (8 millió fontért) - 2007. július 5.
- Danny Rose a Leeds United-től (ingyen) - 2007. július 25.
- Kevin-Prince Boateng a Hertha Berlin-től (5.4 millió fontért) - 2007. július 31.
- Chris Gunter a Cardiff City-től (3 millió fontért) - 2008. január 1.
- Jonathan Woodgate a Middlesbrough-tól (8 millió fontért) - 2008. január 28.
- Alan Hutton a Glasgow Rangers-től (9 millió fontért) - 2008. január 30.
- Gilberto a Hertha Berlin-től (1.9 millió fontért) - 2008. január 31.
- Luka Modrić a Dinamo Zagrebtől (16.5 millió fontért) – 2008-09-es szezontól

Összesen 74 millió font
Akik távoztak:
- Reto Ziegler a Sampdoria-hoz - 2007. július 3.
- Mark Yeates a Colchester United-hez - 2007. július 3.
- Emil Hallfreðsson a Lyn Oslo-hoz - 2007. július 5.
- Mido a Middlesbrough-hoz (6 millió fontért) - 2007. július 20.
- Danny Murphy a Fulham-hez - 2007. augusztus 31.
- Ben Alnwick a Leicester City-hez (kölcsön) - 2008. január 7.
- Philip Ifil a Colchester United-hez - 2008. január 10.
- Hossam Ghaly a Derby County-hoz (kölcsön) - 2008. január
- Lee Barnard a Southend United-hez - 2008. január 25.
- Wayne Routledge az Aston Villa-hoz (1.25 millió fontért) - 2008. január 30.
- Paul Stalteri a Fulham-hez (kölcsön) - 2008. január 30.
- Anthony Gardner az Everton-hoz (kölcsön) - 2008. január 30.
- Jermain Defoe a Portsmouth-hoz - 2008. január 30.

Összesen 14.25 millió font

## Statisztika
Frissítve: 2008. április 13
| Szám | Nemzet           | Poszt | Név                     | Bajnokság | Bajnokság | FA-kupa | FA-kupa | Ligakupa | Ligakupa | UEFA-kupa | UEFA-kupa | Összesen | Összesen | Sárga lap | Piros lap |
| Szám | Nemzet           | Poszt | Név                     | Meccs     | Gól       | Meccs   | Gól     | Meccs    | Gól      | Meccs     | Gól       | Meccs    | Gól      | Sárga lap | Piros lap |
| ---- | ---------------- | ----- | ----------------------- | --------- | --------- | ------- | ------- | -------- | -------- | --------- | --------- | -------- | -------- | --------- | --------- |
| 1    | angol            | GK    | Paul Robinson           | 25        | 0         | 1       | 0       | 4        | 0        | 7         | 0         | 37       | 0        | 1         | 0         |
| 2    | francia          | DF    | Pascal Chimbonda        | 32        | 2         | 2       | 0       | 6        | 1        | 9         | 0         | 49       | 3        | 7         | 0         |
| 3    | Dél-Korea        | DF    | Li Jung Pjo             | 18        | 0         | 2       | 0       | 4        | 0        | 6         | 0         | 30       | 0        | 2         | 0         |
| 4    | elefántcsontpart | MF    | Didier Zokora           | 24        | 0         | 1       | 0       | 4        | 0        | 10        | 0         | 39       | 0        | 9         | 1         |
| 5    | francia          | DF    | Younes Kaboul           | 21        | 3         | 1       | 0       | 4        | 0        | 3         | 1         | 29       | 4        | 3         | 0         |
| 6    | finn             | MF    | Teemu Tainio            | 15        | 0         | 2       | 0       | 5        | 0        | 3         | 0         | 22       | 0        | 6         | 0         |
| 7    | kanada           | DF    | Paul Stalteri           | 3         | 0         | 1       | 0       | 0        | 0        | 3         | 0         | 7        | 0        | 0         | 0         |
| 8    | angol            | MF    | Jermaine Jenas          | 25        | 4         | 3       | 0       | 6        | 2        | 7         | 0         | 41       | 6        | 10        | 0         |
| 9    | bolgár           | FW    | Dimitar Berbatov        | 33        | 14        | 2       | 2       | 6        | 1        | 8         | 5         | 49       | 22       | 6         | 0         |
| 10   | ír               | FW    | Robbie Keane            | 32        | 14        | 3       | 2       | 5        | 2        | 10        | 4         | 50       | 22       | 3         | 1         |
| 11   | brazil           | DF    | Gilberto                | 3         | 1         | 0       | 0       | 0        | 0        | 1         | 0         | 4        | 1        | 1         | 0         |
| 12   | cseh             | GK    | Radek Černý             | 9         | 0         | 2       | 0       | 2        | 0        | 3         | 0         | 16       | 0        | 1         | 0         |
| 15   | francia          | MF    | Steed Malbranque        | 33        | 3         | 3       | 0       | 5        | 2        | 10        | 1         | 51       | 6        | 7         | 0         |
| 16   | wales            | DF    | Gareth Bale             | 8         | 2         | 0       | 0       | 1        | 1        | 3         | 0         | 12       | 3        | 2         | 0         |
| 17   | német            | MF    | Kevin-Prince Boateng    | 12        | 0         | 2       | 0       | 3        | 0        | 3         | 0         | 20       | 0        | 4         | 0         |
| 18   | angol            | FW    | Jermain Defoe           | 19        | 4         | 1       | 0       | 5        | 1        | 5         | 3         | 30       | 8        | 5         | 0         |
| 19   | francia          | MF    | Ádel Táarábt            | 6         | 0         | 1       | 0       | 0        | 0        | 3         | 0         | 10       | 0        | 0         | 0         |
| 20   | angol            | DF    | Michael Dawson          | 23        | 1         | 3       | 0       | 4        | 0        | 6         | 1         | 36       | 2        | 4         | 1         |
| 21   | angol            | MF    | Wayne Routledge         | 2         | 0         | 0       | 0       | 0        | 0        | 0         | 0         | 2        | 0        | 0         | 0         |
| 22   | angol            | MF    | Tom Huddlestone         | 24        | 3         | 2       | 0       | 4        | 1        | 9         | 0         | 39       | 4        | 6         | 1         |
| 23   | angol            | FW    | Darren Bent             | 23        | 6         | 0       | 0       | 1        | 0        | 8         | 2         | 32       | 8        | 0         | 0         |
| 24   | angol            | MF    | Jamie O’Hara            | 13        | 1         | 2       | 0       | 2        | 0        | 4         | 1         | 21       | 2        | 4         | 0         |
| 25   | angol            | MF    | Aaron Lennon            | 27        | 2         | 3       | 0       | 6        | 1        | 9         | 0         | 45       | 3        | 3         | 0         |
| 26   | angol            | DF    | Ledley King             | 4         | 0         | 1       | 0       | 3        | 0        | 2         | 0         | 10       | 0        | 1         | 0         |
| 28   | skót             | DF    | Alan Hutton             | 10        | 0         | 0       | 0       | 1        | 0        | 0         | 0         | 11       | 0        | 0         | 0         |
| 28   | angol            | FW    | Lee Barnard             | 0         | 0         | 0       | 0       | 0        | 0        | 0         | 0         | 0        | 0        | 0         | 0         |
| 30   | angol            | DF    | Anthony Gardner         | 4         | 1         | 0       | 0       | 0        | 0        | 2         | 0         | 6        | 1        | 1         | 0         |
| 32   | kamerun          | DF    | Benoît Assou-Ekotto     | 1         | 0         | 0       | 0       | 0        | 0        | 1         | 0         | 2        | 0        | 1         | 0         |
| 33   | portugál         | DF    | Ricardo Rocha           | 5         | 0         | 0       | 0       | 0        | 0        | 0         | 0         | 5        | 0        | 1         | 0         |
| 35   | francia          | DF    | Dorian Dervitte         | 0         | 0         | 0       | 0       | 0        | 0        | 0         | 0         | 0        | 0        | 0         | 0         |
| 37   | angol            | MF    | Danny Rose              | 0         | 0         | 0       | 0       | 0        | 0        | 0         | 0         | 0        | 0        | 0         | 0         |
| 38   | angol            | DF    | Troy Archibald-Henville | 0         | 0         | 0       | 0       | 0        | 0        | 0         | 0         | 0        | 0        | 0         | 0         |
| 39   | angol            | DF    | Jonathan Woodgate       | 9         | 1         | 0       | 0       | 1        | 1        | 4         | 0         | 14       | 2        | 2         | 0         |
| 44   | wales            | DF    | Chris Gunter            | 2         | 0         | 2       | 0       | 0        | 0        | 0         | 0         | 4        | 0        | 0         | 0         |

Jelmagyarázat: GK (Goalkeeper)=Kapus, DF (Defender)=Hátvéd, MF (Midfielder)=Középpályás, FW (Forward)=Csatár

## Góllövőlista
A bajnokságban, az UEFA-kupában, a Ligakupában és az FA Kupában elért gólok összesen
| Név               | Gólok |
| ----------------- | ----- |
| Robbie Keane      | 23    |
| Dimitar Berbatov  | 23    |
| Darren Bent       | 8     |
| Jermain Defoe     | 8     |
| Steed Malbranque  | 7     |
| Jermaine Jenas    | 6     |
| Younes Kaboul     | 4     |
| Tom Huddlestone   | 4     |
| Gareth Bale       | 3     |
| Pascal Chimbonda  | 3     |
| Aaron Lennon      | 3     |
| Michael Dawson    | 2     |
| Jamie O’Hara      | 2     |
| Jonathan Woodgate | 2     |
| Anthony Gardner   | 1     |
| Gilberto          | 1     |

## Mérkőzések
A szezon előtti sikeres mérkőzések, és egy megnyert Vodacom Challenge Kupa után mindenki ugyanilyen szintű Premier League-szereplést várt a csapattól. Az eredmények azonban nem a vártnak megfelelően alakultak; a csapat a 10. forduló után a 18. (kiesést jelentő) helyet foglalta el a tabellán.

### Szezon előtti mérkőzések
| 2007. július 7. | Stevenage Borough | 1 - 3   | Tottenham Hotspur              | Broadhall Way |
| 2007. július 7. | Allen 43'         | (1 – 1) | 18' Keane 46' Bent 67' Táarábt | Broadhall Way |

Cerny, Ifil (Riley, 87), Daniels (Hughton, 87), Rocha (Mills, 62), Gardner, Murphy (Livermore, 80), Malbranque, O’Hara (Maghoma, 72), Táarábt, Keane, Bent (Barcham, 67).
Nem játszott: Forecast.
| 2007. július 12. | St Patrick's Athletic | 0 - 1   | Tottenham Hotspur | Richmond Park, Dublin |
| 2007. július 12. |                       | (0 – 1) | 42' Keane         | Richmond Park, Dublin |

Cerny, Rocha, Bale (Ifil, 82), Kaboul, Gardner (Dawson , 46), Táarábt (Maghoma, 46), Murphy (O’Hara, 57), Zokora, Malbranque, Bent (Barnard, 69), Keane.
Nem játszott: Robinson, Ifil, Daniels.
| 2007. július 21. | Kaizer Chiefs | 1 - 2   | Tottenham Hotspur      | ABSA Stadium, Durban |
| 2007. július 21. | Bartlett 50'  | (0 – 1) | 39' Keane 60' Berbatov | ABSA Stadium, Durban |

Robinson, Ifil (Daniels, 78), Rocha, Kaboul, Dawson, Routledge (Bent, 57), Zokora, Jenas, Malbranque, Berbatov (Táarábt, 83)), Keane.
Nem játszott: Cerny, Gardner, Maghoma, O’Hara.
| 2007. július 24. | Orlando Pirates         | 1 - 2   | Tottenham Hotspur      | Newlands Stadium, Cape Town Nézőszám: 30,000 |
| 2007. július 24. | Kamwendo 85' (11-esből) | (0 – 1) | 12' Bent 83' Routledge | Newlands Stadium, Cape Town Nézőszám: 30,000 |

Cerny, Chimbonda, Stalteri, Kaboul, Gardner, Routledge, Jenas (O’Hara, 69), Huddlestone, Táarábt (Malbranque, 69), Bent, Defoe. 
Nem játszott: Robinson, Dawson, Rocha, Daniels, Maghoma, Zokora, Keane.
| 2007. július 28. | Orlando Pirates | 0 - 3   | Tottenham Hotspur         | Loftus Versfeld, Gauteng Nézőszám: 30,000 |
| 2007. július 28. |                 | (0 – 3) | 11' 22' Bent 18' Berbatov | Loftus Versfeld, Gauteng Nézőszám: 30,000 |

Robinson, Chimbonda, Stalteri, Dawson, Rocha, Malbranque (Maghoma, 83), Zokora (Jenas, 46), Huddlestone (Keane, 57), Táarábt (Routledge, 46), Bent (Defoe, 46), Berbatov (Tainio, 72).
Nem játszott: Cerny, Kaboul, O’Hara, Daniels.
| 2007. augusztus 1. | Leyton Orient | 2 - 4   | Tottenham Hotspur                | Matchroom Stadium, London Nézőszám: 9,126 |
| 2007. augusztus 1. | 18' 92'       | (1 – 1) | 18' 56' Keane 60' Defoe 65' Bent | Matchroom Stadium, London Nézőszám: 9,126 |

Robinson (Cerny, 46), Ifil, Stalteri, Dawson (Rocha, 72), Kaboul, Huddlestone, Jenas (O’Hara, 72), Malbranque (Routledge, 46), Keane (Táarábt, 61), Berbatov (Defoe, 46), Bent.
Nem játszott: Mills, Maghoma.
| 2007. augusztus 4. | Tottenham Hotspur      | 2 - 0   | Torino | White Hart Lane, London |
| 2007. augusztus 4. | Keane 16' Berbatov 65' | (1 – 0) |        | White Hart Lane, London |

Robinson, Chimbonda, Rocha (Stalteri, 73), Dawson, Kaboul, Tainio (Bent, 65), Zokora (Huddlestone, 65), Jenas, Malbranque (Routledge, 75), Keane (Táarábt, 75), Berbatov (Defoe, 73).
Nem játszott: Cerny, Ifil.

### Premier League
| 2007. augusztus 4. | Sunderland               | 1 - 0   | Tottenham Hotspur | Stadium of Light, Sunderland Nézőszám: 43,967 Játékvezető: Alan Wiley |
| 2007. augusztus 4. | Chopra 94' Whitehead 51' | (0 – 0) | 42' Zokora        | Stadium of Light, Sunderland Nézőszám: 43,967 Játékvezető: Alan Wiley |

Sunderland: Gordon, Whitehead, Nosworthy, McShane, Wallace, Edwards, Etuhu, Yorke (Miller 57), Richardson (Collins 72), Murphy, Stokes (Chopra 72).

Nem játszott: Ward, Connolly.
Tottenham: Robinson, Chimbonda, Stalteri, Kaboul, Gardner, Tainio (Bent, 59), Jenas, Zokora (Huddlestone, 87), Malbranque, Keane, Berbatov (Defoe, 77)

Nem játszott: Cerny, Rocha
Tottenham: Robinson, Chimbonda, Kaboul (Rocha 18), Gardner, Stalteri (Routledge 67), Zokora, Jenas, Malbranque, Keane, Berbatov, Bent (Defoe 61)

Nem játszott: Cerny, Huddlestone
Everton: Howard, Hibbert, Yobo, Stubbs, Lescott, Osman, Neville, Carsley, Arteta, Johnson, Anichebe (Jagielka 80).

Nem játszott: Ruddy, McFadden, Nuno Valente, Pienaar.
| 2007. augusztus 18. | Tottenham Hotspur                   | 4 - 0 | Derby County                               | White Hart Lane, London Nézőszám: 35,600 Játékvezető: Chris Foy |
| 2007. augusztus 18. | Malbranque 2' 6' Jenas 14' Bent 80' | (3–0) | 51' Griffin 57' Howard 61' Moore 79' Fagan | White Hart Lane, London Nézőszám: 35,600 Játékvezető: Chris Foy |

Tottenham: Robinson, Chimbonda (Zokora 81), Rocha, Gardner, Lee, Routledge (Táarábt 71), Jenas, Huddlestone, Malbranque, Bent, Keane (Defoe 76)

Nem játszott: Cerny, Stalteri
Derby: Bywater, Mears (Griffin 33), Moore, Leacock, McEveley, Fagan, Oakley, Todd (Teale 46), Pearson, Howard, Earnshaw.

Nem játszott: Price, Jones, Feilhaber.
| 2007. augusztus 26. | Manchester United            | 1 - 0 | Tottenham Hotspur                        | Old Trafford, Manchester Nézőszám: 75,696 Játékvezető: Howard Webb |
| 2007. augusztus 26. | Nani 68' Giggs 42' Brown 54' | (0–0) | 63' Huddlestone 70' Berbatov 75' Gardner | Old Trafford, Manchester Nézőszám: 75,696 Játékvezető: Howard Webb |

Man. Utd: Van der Sar, Brown, Ferdinand, Vidic, Evra, Nani, Hargreaves, Carrick (Eagles 57), Scholes, Giggs, Tevez (Fletcher 77).

Nem játszott: Kuszczak, Dong, O'Shea.
Tottenham: Robinson, Chimbonda, Rocha (Zokora 83), Gardner, Lee (Táarábt 75), Malbranque, Jenas, Huddlestone, Bale, Berbatov, Keane (Defoe 75)

Nem játszott: Cerny, Stalteri
| 2007. szeptember 1. | Fulham                                             | 3 - 3 | Tottenham Hotspur                | Craven Cottage, London Nézőszám: 24,007 Játékvezető: Mike Riley |
| 2007. szeptember 1. | Dempsey 42' Szmertyin 77' Kamara 90' Bocanegra 83' | (1–2) | 10' Kaboul 28' Berbatov 61' Bale | Craven Cottage, London Nézőszám: 24,007 Játékvezető: Mike Riley |

Fulham: Niemi, Bocanegra, Konchesky, Stefanovic, Baird, Szmertyin (John 79), Davies, Davis, Dempsey, Bouazza (Healy 70), Kamara.

Nem játszott: Keller, Volz, Omozusi.
Tottenham: Robinson, Chimbonda, Rocha, Kaboul, Bale, Malbranque (Dawson 84), Huddlestone, Jenas, Lee, Keane (Defoe 68), Berbatov.

Nem játszott: Cerny, Zokora, Táarábt
| 2007. szeptember 15. | Tottenham Hotspur                | 1 - 3 | Arsenal                                          | White Hart Lane, London Nézőszám: 36,053 Játékvezető: Mark Clattenburg |
| 2007. szeptember 15. | Bale 15' Jenas 35' Chimbonda 45' | (1–0) | 65' 90' Adebayor 80' Fàbregas 63' Sagna 67' Hleb | White Hart Lane, London Nézőszám: 36,053 Játékvezető: Mark Clattenburg |

Tottenham: Robinson, Chimbonda, Dawson, Kaboul, Lee, Malbranque (Bent 82), Huddlestone, Jenas, Bale (Lennon 69), Berbatov, Keane.

Nem játszott: Cerny, Zokora, Rocha.
Arsenal: Almunia, Sagna, Toure, Silva, Clichy, Hleb (Song Billong 90), Fabregas, Diaby (Rosicky 56), Flamini, Adebayor, Van Persie (Denilson 85).

Nem játszott: Fabianski, Walcott.
| 2007. szeptember 23. | Bolton    | 1 - 1 | Tottenham Hotspur                    | Reebok Stadium, Bolton Nézőszám: 20,308 Játékvezető: Andre Marriner |
| 2007. szeptember 23. | Campo 39' | (1–1) | 34' Keane 45' Assou-Ekotto 70' Rocha | Reebok Stadium, Bolton Nézőszám: 20,308 Játékvezető: Andre Marriner |

Bolton: Jaaskelainen, Joey O'Brien, Andrew O'Brien, Meite, Gardner, Nolan (Alonso 70), Campo, Speed, Diouf (Wilhelmsson 77), Anelka, Davies.

Nem játszott: Al Habsi, Hunt, Braaten.
Tottenham: Robinson, Chimbonda, Dawson, Rocha, Assou-Ekotto, Malbranque, Jenas, Zokora, Tainio (Lennon 80), Berbatov (Bent 73), Keane

Nem játszott: Cerny, Lee, Huddlestone
| 2007. október 1. | Tottenham Hotspur                                          | 4 - 4 | Aston Villa                                                                     | White Hart Lane, London Nézőszám: 36,094 Játékvezető: Mike Dean |
| 2007. október 1. | Berbatov 20' Chimbonda 69' Keane 82' (11-esből) Kaboul 90' | (1–3) | 22' 33' Laursen 40' Agbonlahor 59' Gardner 10' Reo-Coker 13' Gardner 85' Carson | White Hart Lane, London Nézőszám: 36,094 Játékvezető: Mike Dean |

Tottenham: Robinson, Chimbonda, Dawson, Kaboul, Bale, Lennon (Malbranque 86), Zokora, Huddlestone, Tainio (Defoe 54), Berbatov (Bent 73), Keane

Nem játszott: Cerny, Rocha
Aston Villa: Carson, Mellberg, Knight, Laursen, Bouma, Gardner (Petrov 73), Reo-Coker, Barry, Young, Moore (Harewood 66), Agbonlahor.

Nem játszott: Taylor, Davies, Osbourne.
| 2007. október 7. | Liverpool              | 2 - 2 | Tottenham Hotspur        | Anfield Stadium, Liverpool Nézőszám: 43,986 Játékvezető: Mark Halsey |
| 2007. október 7. | Voronin 12' Torres 90' | (1-1) | 45' 47' Keane 63' Dawson | Anfield Stadium, Liverpool Nézőszám: 43,986 Játékvezető: Mark Halsey |

Liverpool: Reina, Finnan, Carragher, Hyypia, Arbeloa (Babel 63), Pennant (Kuyt 69), Mascherano, Gerrard, Riise, Voronin (Benayoun 77), Torres.

Nem játszott: Itandje, Lucas.
Tottenham: Robinson, Chimbonda, Dawson, Kaboul, Lee, Tainio (Malbranque 75), Jenas, Zokora, Bale, Keane, Berbatov.

Nem játszott: Cerny, Defoe, Huddlestone, Gardner.
| 2007. október 22. | Newcastle United                                    | 3 - 1 | Tottenham Hotspur                | St James’ Park, Newcastle upon Tyne Nézőszám: 51,411 Játékvezető: Steve Bennett |
| 2007. október 22. | Martins 45' Caçapa 51' Milner 73' Beye 62' Butt 70' | (1-0) | 57' Keane 13' Bale 36' Chimbonda | St James’ Park, Newcastle upon Tyne Nézőszám: 51,411 Játékvezető: Steve Bennett |

Newcastle: Given, Beye, Faye, Cacapa, Jose Enrique, Geremi, Butt, Emre (Barton 71), N'Zogbia (Milner 46), Martins, Owen (Rozehnal 79).

Nem játszott: Harper, Ameobi.
Tottenham: Cerny, Chimbonda, Dawson, Kaboul, Lee, Malbranque (Berbatov 58), Jenas, Zokora, Bale (Tainio 19), Keane, Bent (Lennon 78)

Nem játszott: Forecast, Gardner
| 2007. október 28. | Tottenham Hotspur                                                | 1 - 2 | Blackburn                                                   | White Hart Lane, London Nézőszám: 36,086 Játékvezető: Rob Styles |
| 2007. október 28. | Keane 49' (11-esből) Huddlestone 62' Zokora 82' Li 90' Defoe 90' | (0-0) | 60' McCarthy 90' Samba 44' Dunn 70' McCarthy 81' Santa Cruz | White Hart Lane, London Nézőszám: 36,086 Játékvezető: Rob Styles |

Tottenham: Cerny, Chimbonda, Dawson, Kaboul, Lee, Lennon, Huddlestone, Zokora, Malbranque (Bent 77), Berbatov (Defoe 89), Keane.

Nem játszott: Alnwick, Tainio, Stalteri.
Blackburn: Friedel, Emerton, Samba, Ooijer, Warnock, Bentley, Savage (Mokoena 45), Kerimoglu (Pedersen 60), Dunn (Derbyshire 83), Santa Cruz, McCarthy.

Nem játszott: Brown, Nelsen.
| 2007. november 3. | Middlesbrough     | 1 - 1 | Tottenham Hotspur | Riverside Stadion, Middlesbrough Nézőszám: 25,625 Játékvezető: Mike Dean |
| 2007. november 3. | Young 52' Lee 90' | (0-1) | 35' Bent          | Riverside Stadion, Middlesbrough Nézőszám: 25,625 Játékvezető: Mike Dean |

Middlesbrough: Schwarzer, Young, Wheater, Riggott, Taylor, O'Neil, Cattermole, Rochemback (Boateng 77), Downing, Aliadiere (Lee 78), Sanli (Hutchinson 72).

Nem játszott: Turnbull, Hines.
Tottenham: Robinson, Chimbonda, Kaboul, Dawson, Lee, Lennon, Jenas, Boateng (Zokora 63), Malbranque, Bent (Berbatov 58), Defoe (Keane 58).

Nem játszott: Cerny, Stalteri
| 2007. november 11. | Tottenham Hotspur                 | 4 - 0 | Wigan                  | White Hart Lane, London Nézőszám: 35,504 Játékvezető: Howard Webb |
| 2007. november 11. | Jenas 13' 26' Lennon 34' Bent 72' | (3-0) | 53' Skoko 64' Scharner | White Hart Lane, London Nézőszám: 35,504 Játékvezető: Howard Webb |

Tottenham: Robinson, Chimbonda, Kaboul, Dawson, Lee, Lennon (Defoe 80), Zokora, Jenas, Malbranque (Tainio 53), Berbatov, Keane (Bent 67)

Nem játszott: Cerny, Archibald-Henville
Wigan: Kirkland, Taylor, Melchiot, Bramble, Scharner, Granqvist, Skoko (Brown 64), Kilbane, Landzaat, Cotterill (Sibierski 39), Bent.

Nem játszott: Pollitt, Hall, Olembe.
| 2007. november 25. | West Ham                                       | 1 - 1 | Tottenham Hotspur                                       | Boleyn Ground, London Nézőszám: 34,966 |
| 2007. november 25. | Cole 20' Cole 12' Gabbidon 57' Etherington 67' | (1-0) | 67' Dawson 9' Zokora 52' Chimbonda 53' Dawson 81' Defoe | Boleyn Ground, London Nézőszám: 34,966 |

West Ham: Green, Neill, Gabbidon, Upson, McCartney, Solano (Spector 82), Mullins, Noble (Parker 63), Etherington, Cole, Boa Morte (Ashton 72).

Nem játszott: Wright, Collins.
Tottenham: Robinson, Chimbonda, Dawson, Kaboul (Bent 54), Bale, Lennon, Jenas, Zokora, Malbranque, Berbatov, Keane (Defoe 78).

Nem játszott: Cerny, Lee, Boateng
| 2007. december 2. | Tottenham Hotspur                  | 2 - 3 | Birmingham City                                              | White Hart Lane, London Nézőszám: 35,635 Játékvezető: Phil Dowd |
| 2007. december 2. | Keane 50' (11-esből) 53' Keane 68' | (0-1) | 24' (11-esből) McSheffrey 62' Jerome 90' Larsson 60' Schmitz | White Hart Lane, London Nézőszám: 35,635 Játékvezető: Phil Dowd |

Tottenham: Robinson, Chimbonda, Dawson, Kaboul (Huddlestone 46), Bale (Lee 75), Lennon, Zokora, Malbranque, Keane, Berbatov, Bent (Defoe 46)

Nem játszott: Cerny, Boateng
Birmingham: Taylor, Kelly, Schmitz (Parnaby 63), Ridgewell, Djourou, De Ridder (Forssell 66), Larsson, Nafti, Muamba, McSheffrey (Kapo 77), Jerome.

Nem játszott: Doyle, O'Connor.
| 2007. december 9. | Tottenham Hotspur       | 2 - 1 | Manchester City |  |
| 2007. december 9. | Chimbonda 45' Defoe 83' | (1-0) | 61' Bianchi     |  |

Tottenham: Robinson, Chimbonda, Dawson, Kaboul, Lee, Lennon (Boateng 67), Jenas, Zokora, Malbranque, Berbatov (Tainio 90), Bent (Defoe 77).

Nem játszott: Cerny, O’Hara.
Man City: Isaksson, Corluka, Richards, Dunne, Garrido, Ireland, Johnson, Etuhu (Bianchi 58), Gelson, Petrov, Vassell (Geovanni 84).

Nem játszott: Hart, Jihai, Onuoha.
| 2007. december 15. | Portsmouth | 0 - 1 | Tottenham Hotspur | Fratton Park, Portsmouth Nézőszám: 20,520 Játékvezető: Martin Atkinson |
| 2007. december 15. |            | (0-0) | 81' Berbatov      | Fratton Park, Portsmouth Nézőszám: 20,520 Játékvezető: Martin Atkinson |

Portsmouth: James, Johnson, Campbell, Distin, Pamarot (Hreidarsson 74), Utaka, Diop, Pedro Mendes (Davis 46), Muntari (Nugent 65), Kranjcar, Mwaruwari.

Nem játszott: Ashdown, Taylor.
Tottenham: Robinson, Chimbonda, Zokora, Kaboul, Lee, Lennon (Tainio 86), Jenas, Boateng (O’Hara 78), Malbranque, Berbatov, Bent (Defoe 74).

Nem játszott: Cerny, Stalteri.
| 2007. december 22. | Arsenal                   | 2 - 1 | Tottenham Hotspur | Emirates Stadium, London Nézőszám: 60,087 Játékvezető: Rob Styles |
| 2007. december 22. | Adebayor 48' Bendtner 76' | (0-0) | 66' Berbatov      | Emirates Stadium, London Nézőszám: 60,087 Játékvezető: Rob Styles |

Arsenal: Almunia, Sagna, Toure, Gallas, Clichy, Eboue (Bendtner 74), Fabregas, Flamini, Rosicky, Hleb (Silva 82), Adebayor.

Nem játszott: Lehmann, Senderos, Eduardo.
Tottenham: Robinson, Tainio, Chimbonda, Kaboul, Lee (Táarábt 80), Lennon, O’Hara, Boateng (Huddlestone 60), Malbranque, Berbatov, Keane (Defoe 74).

Nem játszott: Cerny, Archibald-Henville.
BBC Mérkőzés játékosa: Emmanuel Adebayor (Arsenal)
| 2007. december 26. | Tottenham Hotspur                                       | 5 - 1 | Fulham                                          | White Hart Lane, London Nézőszám: 36,077 Játékvezető: Andre Marriner |
| 2007. december 26. | Keane 27' 62' Huddlestone 45' 71' Defoe 90' Huddlestone | (2-0) | 60' Dempsey Baird, Volz, Szmertyin, Davies Volz | White Hart Lane, London Nézőszám: 36,077 Játékvezető: Andre Marriner |

Tottenham: Robinson, Chimbonda, Kaboul, King (Táarábt 73), Lee, Lennon, O’Hara, Huddlestone, Malbranque, Berbatov (Boateng 63), Keane (Defoe 68).

Nem játszott: Cerny, Bent.
Fulham: Niemi, Baird (Volz 46), Hughes (Healy 64), Bocanegra, Konchesky, Ki-Hyeon (Bouazza 46), Szmertyin, Davies, Murphy, Kamara, Dempsey.

Nem játszott: Warner, Kuqi.
BBC Mérkőzés játékosa: Robbie Keane (Tottenham)
| 2007. december 29. | Tottenham Hotspur                                | 6 - 4 | Reading                                  | White Hart Lane, London Nézőszám: 36,178 Játékvezető: Keith Stroud |
| 2007. december 29. | Berbatov 7' 63' 73' 83' Malbranque 76' Defoe 79' | (1-1) | 16' Cisse 53' Ingimarsson 69' 74' Kitson | White Hart Lane, London Nézőszám: 36,178 Játékvezető: Keith Stroud |

Tottenham: Robinson, Chimbonda, Kaboul, King (Defoe 61), Lee, Lennon (Boateng 67), Jenas, Huddlestone, Malbranque, Berbatov, Keane (Tainio 80).

Nem játszott: Cerny, Táarábt.
Reading: Hahnemann, Murty (De la Cruz 71), Sonko, Ingimarsson, Shorey, Hunt, Cisse, Harper, Convey (Long 84), Doyle, Kitson.

Nem játszott: Federici, Lita, Bikey.
BBC Mérkőzés játékosa: Dimitar Berbatov (Tottenham)
| 2008. január 1. | Aston Villa              | 2 - 1 | Tottenham Hotspur                              | Villa Park, Birmingham Nézőszám: 41,609 Játékvezető: Steve Tanner |
| 2008. január 1. | Mellberg 41' Laursen 85' | (1-0) | 79' Defoe Malbranque '23 Dawson '33 Zokora '89 | Villa Park, Birmingham Nézőszám: 41,609 Játékvezető: Steve Tanner |

Aston Villa: Carson, Mellberg, Laursen, Davies, Bouma (Maloney 84), Petrov, Reo-Coker, Barry, Young, Agbonlahor, Moore (Gardner 74).

Nem játszott: Taylor, Harewood, Knight.
Tottenham: Robinson, Zokora, Kaboul (O’Hara 57), Dawson, Lee, Jenas, Malbranque, Boateng (Huddlestone 46), Lennon (Keane 54), Berbatov, Defoe.

Nem játszott: Cerny, Táarábt.
BBC Mérkőzés játékosa: Gabriel Agbonlahor (Aston Villa)
| 2008. január 12. | Chelsea                                           | 2 - 0 | Tottenham Hotspur                | Stamford Bridge, London Nézőszám: 41,777 Játékvezető: Alan Wiley |
| 2008. január 12. | Belletti 19' Wright-Phillips 80' Makélélé Ballack | (1-0) | Boateng Malbranque O’Hara Lennon | Stamford Bridge, London Nézőszám: 41,777 Játékvezető: Alan Wiley |

Chelsea: Cech, Belletti, Carvalho, Alex, Ashley Cole, Malouda (Bridge 84), Makelele, Ballack, Wright-Phillips (Sidwell 90), Pizarro (Anelka 58), Joe Cole.

Nem játszott: Cudicini, Ben-Haim.
Tottenham: Cerny, Chimbonda, Dawson, King, Lee, Lennon, O’Hara (Defoe 77), Boateng (Kaboul 84), Malbranque (Táarábt 59), Keane, Berbatov.

Nem játszott: Robinson, Gunter.
BBC Mérkőzés játékosa: Shaun Wright-Phillips (Chelsea)
| 2008. január 19. | Tottenham Hotspur                        | 2 - 0 | Sunderland             | White Hart Lane, London Nézőszám: 36,070 Játékvezető: Lee Mason |
| 2008. január 19. | Lennon 2' Keane 90' Li 60' Chimbonda 81' | (1-0) | 38' McShane 58' Chopra | White Hart Lane, London Nézőszám: 36,070 Játékvezető: Lee Mason |

Tottenham: Cerny, Stalteri (Chimbonda 79), Lee, Dawson, Huddlestone, Jenas, Boateng, O’Hara (Tainio 55), Lennon, Berbatov, Defoe (Keane 74).

Nem játszott: Robinson, Rose.
Sunderland: Gordon, Nosworthy, McShane (Cole 75), Collins, Evans, Whitehead, Murphy, Miller, Yorke, Stokes (Chopra 39), Jones.

Nem játszott: Fülöp, Harte, O'Donovan.
BBC Mérkőzés játékosa: Craig Gordon (Sunderland)
| 2008. január 30. | Everton        | 0 - 0 | Tottenham Hotspur | Goodison Park, Liverpool Nézőszám: 35,840 Játékvezető: Andre Marriner |
| 2008. január 30. | N. Valente 77' | (0-0) | 82' Woodgate      | Goodison Park, Liverpool Nézőszám: 35,840 Játékvezető: Andre Marriner |

Everton: Howard, Neville, Jagielka, Lescott, Nuno Valente, Arteta, Carsley, Fernandes, Baines, Johnson, Anichebe (Vaughan 71).

Nem játszott: Wessels, Van der Meyde, Stubbs, Anderson.
Tottenham: Cerny, Chimbonda, Huddlestone, Woodgate, Gunter (Boateng 62), Lennon, Jenas, O’Hara, Malbranque, Berbatov, Keane.

Nem játszott: Robinson, Lee, Defoe, Rocha.
BBC Mérkőzés játékosa: Jonathan Woodgate (Tottenham)
| 2008. február 2. | Tottenham Hotspur                                   | 1 - 1 | Manchester United                                                                       | White Hart Lane, London Nézőszám: 36,075 Játékvezető: Mark Clattenburg |
| 2008. február 2. | Berbatov 21' Woodgate 42' Huddlestone 45' Černý 83' | (1-0) | 90' Tévez 21' van der Sar 29' Ronaldo 39' Brown 67' Nani 69' Vidic 84' Rooney 90' Tévez | White Hart Lane, London Nézőszám: 36,075 Játékvezető: Mark Clattenburg |

Tottenham: Cerny, Chimbonda, Dawson, Woodgate, Hutton, Lennon (Boateng 79), Jenas, Huddlestone, Malbranque, Berbatov, Keane (O’Hara 90).

Nem játszott: Robinson, Lee, Táarábt.
Man. Utd: Van der Sar, Brown, Ferdinand, Vidic, Evra, Ronaldo, Hargreaves (Carrick 46), Scholes (Anderson 60), Giggs (Nani 60), Rooney, Tevez.

Nem játszott: Kuszczak, O'Shea.
BBC Mérkőzése játékosa: Alan Hutton (Tottenham)
Derby: Carroll, Leacock, Stubbs, Moore (Todd 11), Edworthy (Jones 78), Fagan, Savage (Sterjovski 74), Pearson, Barnes, Villa, Miller.

Nem játszott: Price, Earnshaw.
Tottenham: Cerny, Hutton, Dawson (Kaboul 14), Huddlestone, Chimbonda, Lennon, Jenas, Malbranque, Boateng (O’Hara 46), Keane, Bent (Berbatov 58).

Nem játszott: Robinson, Gunter.
BBC Mérkőzés játékosa: Robbie Keane (Tottenham)
| 2008. március 1. | Birmingham City                 | 4 - 1 | Tottenham Hotspur | Nézőszám: 26,055 Játékvezető: Lee Probert |
| 2008. március 1. | Forssell 7' 59' 81' Larsson 55' | (1-0) | 90' Jenas         | Nézőszám: 26,055 Játékvezető: Lee Probert |

Birmingham: Maik Taylor, Kelly, Jaidi, Ridgewell, Murphy, Larsson, Johnson, Muamba, McSheffrey (Parnaby 70), McFadden (Zarate 84), Forssell (Jerome 84).

Nem játszott: Doyle, Nafti.
Tottenham: Robinson, Hutton, Zokora (Gunter 73), Kaboul, Chimbonda, Malbranque (Keane 46), O’Hara, Tainio (Jenas 46), Huddlestone, Berbatov, Bent.

Nem játszott: Cerny, Lennon.
BBC Mérkőzés játékosa: Mikael Forssell (Birmingham City)
| 2008. március 8. | Tottenham Hotspur                     | 4 - 0 | West Ham United                           | White Hart Lane, London Nézőszám: 36,062 Játékvezető: Chris Foy |
| 2008. március 8. | Berbatov 8' 11' Gilberto 85' Bent 92' | (2-0) | 23' Boa Morte 69' Ljungberg 44' Boa Morte | White Hart Lane, London Nézőszám: 36,062 Játékvezető: Chris Foy |

Tottenham: Robinson, Hutton, Dawson, Woodgate (Tainio 77), Chimbonda, Lennon, Zokora, Huddlestone, Malbranque (Gilberto 58), Berbatov, Keane (Bent 69).

Nem játszott: Cerny, Boateng.
West Ham: Green, Neill, Ferdinand, Spector, McCartney, Ljungberg (Pantsil 71), Parker (Noble 76), Mullins, Boa Morte, Ashton (Cole 77), Zamora.

Nem játszott: Wright, Solano.
BBC Mérkőzés játékosa: Dimitar Berbatov (Tottenham)
| 2008. március 16. | Manchester City        | 2 - 1 | Tottenham Hotspur | City of Manchester Stadium, Manchester Nézőszám: 40,180 Játékvezető: Mark Clattenburg |
| 2008. március 16. | Ireland 59' Onuoha 72' | (0-1) | 32' Keane         | City of Manchester Stadium, Manchester Nézőszám: 40,180 Játékvezető: Mark Clattenburg |

Man. City: Hart, Corluka, Onuoha, Dunne, Garrido, Ireland, Gelson, Johnson, Castillo (Vassell 71), Elano (Caicedo 75), Mwaruwari (Jihai 88).

Nem játszott: Isaksson, Geovanni.
Tottenham: Robinson, Hutton, Woodgate, Dawson, Chimbonda, Lennon (Huddlestone 46), Jenas, Zokora, Malbranque (O’Hara 67), Berbatov, Keane (Bent 67).

Nem játszott: Cerny, Tainio.
BBC Mérkőzés játékosa: Robbie Keane (Tottenham)
| 2008. március 19. | Tottenham Hotspur                                                             | 4 - 4 | Chelsea                                                      | White Hart Lane, London Nézőszám: 36,178 Játékvezető: Mike Riley |
| 2008. március 19. | Woodgate 12' Berbatov 61' Huddlestone 75' Keane 88' Keane 45' Huddlestone 72' | (1-2) | 3' Drogba 20' Essien 52' 80' J. Cole 36' J. Cole 45' A. Cole | White Hart Lane, London Nézőszám: 36,178 Játékvezető: Mike Riley |

Tottenham: Robinson, Hutton, Woodgate, King (Bent 68), Chimbonda, Lennon, Jenas (Huddlestone 46), Zokora, Malbranque, Berbatov, Keane.

Nem játszott: Cerny, Tainio, Dawson.
Chelsea: Cudicini, Ferreira (Shevchenko 90), Carvalho, Terry, Ashley Cole, Essien, Makelele, Lampard, Joe Cole (Ballack 82), Drogba, Kalou (Alex 71).

Nem játszott: Hilario, Wright-Phillips.
BBC Mérkőzés játékosa: Joe Cole (Chelsea)
| 2008. március 22. | Tottenham Hotspur   | 2 - 0 | Portsmouth | White Hart Lane, London Nézőszám: 35,998 Játékvezető: Phil Dowd |
| 2008. március 22. | Bent 80' O’Hara 82' | (0-0) | 57' Utaka  | White Hart Lane, London Nézőszám: 35,998 Játékvezető: Phil Dowd |

Tottenham: Robinson, Hutton, Dawson (Bent 70), Woodgate, Chimbonda, Lennon (O’Hara 70), Zokora, Huddlestone, Malbranque, Berbatov, Keane (Tainio 83).

Nem játszott: Cerny, Kaboul.
Portsmouth: James, Johnson, Distin, Hreidarsson, Aubey, Utaka, Pedro Mendes, Davis, Hughes (Mvuemba 90), Kranjcar, Kanu (Baros 83).

Nem játszott: Ashdown, Nugent, Wilson.
BBC Mérkőzés játékosa: Tom Huddlestone (Tottenham)
| 2008. március 30. | Tottenham Hotspur   | 1 - 4 | Newcastle                                         | White Hart Lane, London Nézőszám: 36,067 Játékvezető: Steve Bennett |
| 2008. március 30. | Bent 26' O’Hara 56' | (1-1) | 45' Butt 52' Geremi 65' Owen 83' Martins 71' Butt | White Hart Lane, London Nézőszám: 36,067 Játékvezető: Steve Bennett |

Tottenham: Robinson, Hutton, Dawson, Woodgate, O’Hara, Huddlestone, Zokora (Tainio 69), Malbranque (Lennon 59), Keane (Táarábt 59), Berbatov, Bent.

Nem játszott: Cerny, Chimbonda.
Newcastle: Harper, Beye, Taylor, Faye, Jose Enrique, Barton, Butt, Geremi (Edgar 90), Owen (Carroll 85), Viduka (Smith 79), Martins.

Nem játszott: Forster, Duff.
BBC Mérkőzés játékosa: Obafemi Martins (Newcastle)
| 2008. április 5. | Blackburn Rovers                                  | 1 - 1 | Tottenham Hotspur      | Nézőszám: 24,592 Játékvezető: Peter Walton |
| 2008. április 5. | Pedersen 30' Santa Cruz 69' Warnock 77' Samba 89' | (1-1) | 7' Berbatov 27' Zokora | Nézőszám: 24,592 Játékvezető: Peter Walton |

Blackburn: Friedel, Ooijer (Emerton 46), Samba, Nelsen, Warnock, Bentley, Reid (Mokoena 86), Vogel, Pedersen (McCarthy 73), Santa Cruz, Roberts.

Nem játszott: Brown, Derbyshire.
Tottenham: Cerny, Hutton, Dawson, Woodgate, Chimbonda (Gilberto 72), Lennon, Jenas, Zokora, Malbranque (Huddlestone 72), Berbatov, Keane (Bent 78).

Nem játszott: Forecast, Tainio.
BBC Mérkőzés játékosa: Dimitar Berbatov (Tottenham)
| 2008. április 12. | Tottenham Hotspur  | 1 - 1 | Middlesbrough | White Hart Lane, London Nézőszám: 36,092 Játékvezető: Mark Halsey |
| 2008. április 12. | Grounds 27' (ö.g.) | (1-0) | 69' Downing   | White Hart Lane, London Nézőszám: 36,092 Játékvezető: Mark Halsey |

Tottenham: Cerny, Hutton, Dawson, Woodgate, Chimbonda (Gilberto 70), Lennon (Bent 75), Zokora, Jenas, Malbranque (Huddlestone 60), Berbatov, Keane.

Nem játszott: Forecast, Tainio.
Middlesbrough: Schwarzer, Young, Wheater, Pogatetz, Grounds (Johnson 64), O'Neil (Sanli 74), Boateng, Arca (Rochemback 67), Downing, Aliadiere, Alves.

Nem játszott: Turnbull, McMahon.
BBC Mérkőzés játékosa: Dimitar Berbatov (Tottenham)
| 2008. április 19. | Wigan Athletic | 1 - 1 | Tottenham Hotspur | Nézőszám: 18,673 Játékvezető: Lee Probert |
| 2008. április 19. | Heskey 12'     | (1-1) | 6' Berbatov       | Nézőszám: 18,673 Játékvezető: Lee Probert |

Wigan: Kirkland, Melchiot, Boyce, Scharner, Kilbane, Valencia, Palacios, Brown, Taylor (Koumas 81), Bent (King 84), Heskey (Sibierski 76).

Nem játszott: Pollitt, Skoko.
Tottenham: Cerny, Hutton, Dawson, Zokora, O’Hara, Lennon, Huddlestone, Jenas, Malbranque, Keane (Bent 72), Berbatov.

Nem játszott: Forecast, Tainio, Gilberto, Rocha.
BBC Mérkőzés játékosa: Dimitar Berbatov (Tottenham)
| 2008. április 26. | Tottenham Hotspur         | 1 - 1 | Bolton                                            | White Hart Lane, London Nézőszám: 36,176 Játékvezető: Mark Clattenburg |
| 2008. április 26. | Malbranque 52' Zokora 92' | (0-0) | 46' Giannakopoulos 35' Campo 55' Nolan 87' Samuel | White Hart Lane, London Nézőszám: 36,176 Játékvezető: Mark Clattenburg |

Tottenham: Cerny, Hutton (Huddlestone 46), Dawson (Bent 53), Woodgate, Gilberto, Zokora, Lennon, Jenas, Malbranque (O’Hara 77), Berbatov, Keane.

Nem játszott: Robinson, Tainio.
Bolton: Al Habsi, Samuel, Andrew O'Brien, Cahill, Steinsson, Nolan, Campo (Giannakopoulos 46), McCann, Joey O'Brien (Guthrie 20), Taylor, Rasiak (Diouf 46).

Nem játszott: Walker, Fojut.
BBC Mérkőzés játékosa: Robbie Keane (Tottenham)
| 2008. május 3. | Reading    | 0 - 1 | Tottenham Hotspur | Nézőszám: 24,125 Játékvezető: Howard Webb |
| 2008. május 3. | Harper 89' | (0-1) | 16' Keane         | Nézőszám: 24,125 Játékvezető: Howard Webb |

Reading: Hahnemann, Rosenior (Oster 88), Ingimarsson, Duberry, Shorey, Doyle (Long 80), Harper, Bikey (Matejovsky 65), Hunt, Lita, Kitson.

Nem játszott: Federici, Cisse.
Tottenham: Cerny, Hutton, Dawson, Woodgate, Gilberto, Jenas, Zokora, Huddlestone (O’Hara 61), Malbranque, Keane (Boateng 77), Bent.

Nem játszott: Robinson, Chimbonda, Táarábt.
BBC Mérkőzés játékosa: Robbie Keane (Tottenham)
| 2008. május 11. | Tottenham Hotspur | 0 - 2 | Liverpool                         | White Hart Lane, London Nézőszám: 36,063 Játékvezető: Uriah Rennie |
| 2008. május 11. | Hutton 63'        | (0-0) | 69' Voronyin 74' Torres 58' Insua | White Hart Lane, London Nézőszám: 36,063 Játékvezető: Uriah Rennie |

Tottenham: Cerny, Hutton, Dawson (Bent 75), Woodgate, Gilberto, Malbranque, Jenas (Huddlestone 46), Zokora, O’Hara (Tainio 46), Berbatov, Keane.

Nem játszott: Robinson, Chimbonda.
Liverpool: Reina, Arbeloa, Carragher, Skrtel, Insua, Kuyt (Lucas 80), Gerrard, Mascherano, Babel (Benayoun 59), Torres, Voronin (Finnan 71).

Nem játszott: Itandje, Hyypia.
BBC Mérkőzés játékosa: Fernando Torres (Liverpool)

#### Góllövőlista
| Név               | Gólok |
| ----------------- | ----- |
| Robbie Keane      | 15    |
| Dimitar Berbatov  | 15    |
| Darren Bent       | 6     |
| Jermain Defoe     | 4     |
| Jermaine Jenas    | 4     |
| Steed Malbranque  | 4     |
| Younes Kaboul     | 3     |
| Tom Huddlestone   | 3     |
| Gareth Bale       | 2     |
| Pascal Chimbonda  | 2     |
| Aaron Lennon      | 2     |
| Michael Dawson    | 1     |
| Anthony Gardner   | 1     |
| Gilberto          | 1     |
| Jonathan Woodgate | 1     |
| Jamie O’Hara      | 1     |

### FA Kupa
3. kör
| 2008. január 5. | Tottenham Hotspur                                                 | 2 - 2 | Reading      | White Hart Lane, London |
| 2008. január 5. | Berbatov 28', 49' (11-esből) Huddlestone '83 Jenas 90' Zokora 93' | (1-1) | 25' 78' Hunt | White Hart Lane, London |

visszavágó
| 2008. január 15. | Reading           | 0 - 1 | Tottenham Hotspur    | Madejski Stadium Nézőszám: 22,130 Játékvezető: Mike Riley |
| 2008. január 15. | Lita 13' Long 87' | (0-1) | 15' Keane 74' Lennon | Madejski Stadium Nézőszám: 22,130 Játékvezető: Mike Riley |

Keret: Cerny, Chimbonda, Dawson, Kaboul (Stalteri 82), Gunter, Tainio (O’Hara 76), Jenas, Boateng, Malbranque, Defoe (Lennon 61), Keane.

Nem játszott: Forecast, Táarábt.
4. kör
| 2008. január 26. | Manchester United                           | 3 - 1 | Tottenham Hotspur    | Old Trafford Nézőszám: 75,369 Játékvezető: Peter Walton |
| 2008. január 26. | Tévez 38' Ronaldo 69' 11-esből 88' Evra 45' | (1-1) | 24' Keane 68' Dawson | Old Trafford Nézőszám: 75,369 Játékvezető: Peter Walton |

Keret: Cerny, Tainio (Defoe 81), Dawson, Huddlestone, Lee (Gunter 59), Lennon (Boateng 72), O’Hara, Jenas, Malbranque, Keane, Berbatov.

Nem játszott: Robinson, Kaboul.

### Ligakupa
Harmadik kör
| 2007. szeptember 26. | Tottenham Hotspur        | 2 - 0 | Middlesbrough | White Hart Lane, London Nézőszám: 32,280 Játékvezető: Keith Stroud |
| 2007. szeptember 26. | Bale 72' Huddlestone 75' | (0-0) |               | White Hart Lane, London Nézőszám: 32,280 Játékvezető: Keith Stroud |

Keret: Robinson, Chimbonda, Kaboul, Dawson, Bale, Lennon, Jenas (Zokora 69), Huddlestone, Tainio, Berbatov, Defoe (Keane 69)

Nem játszott: Cerny, Bent, Rocha
 Dawson, Tainio
Negyedik kör
| 2007. október 31. | Tottenham Hotspur       | 2 - 0 | Blackpool | White Hart Lane, London Nézőszám: 32,196 Játékvezető: Chris Foy |
| 2007. október 31. | Keane 18' Chimbonda 58' | (1-0) |           | White Hart Lane, London Nézőszám: 32,196 Játékvezető: Chris Foy |

Keret: Robinson, Chimbonda, Kaboul (Tainio 56), Dawson, Lee, Lennon, Zokora, Jenas, Malbranque, Berbatov (Bent 72), Keane (Defoe 60)

Nem játszott: Cerny, Boateng
 Kaboul, Tainio 
Negyeddöntő
| 2007. december 18. | Manchester City | 0 - 2 | Tottenham Hotspur       | City of Manchester Stadium, Manchester Nézőszám: 38,564 Játékvezető: Steve Bennett |
| 2007. december 18. |                 | 0-1   | 5' Defoe 82' Malbranque | City of Manchester Stadium, Manchester Nézőszám: 38,564 Játékvezető: Steve Bennett |

A Spurs sárga mezben játszott a City otthonában. Szurkolóik a kezdőrúgás pillanatától fáradhatatlanul buzdították csapatukat, szinte otthoni hangulatot teremtve a Tottenham játékosainak. Szép összjáték után az 5. percben Defoe talált be az ellenfél kapujába. A 20. percben szabálytalanság miatt kiállították Didier Zokorát; a Tottenham az Angol Labdarúgó Szövetségnél is tiltakozik az ügyben. A Spurs tehát több, mint 70 percig emberhátrányban játszott. A City-nek több helyzete is volt, azonban -köszönhető ez elsősorban Robinson hatalmas védéseinek- egyet sem tudtak érvényesíteni. A végeredményt végül Malbranque állította be a 82. percben. A Tottenham így továbbjutott az elődöntőbe.
Keret: Robinson, Chimbonda, Zokora, Kaboul, Lee, Lennon (O’Hara 72), Jenas, Boateng, Malbranque (Huddlestone 88), Berbatov, Defoe (Tainio 23)

Nem játszott: Cerny, Táarábt
 Chimbonda, Malbranque, Jenas
Elődöntő, 1. mérkőzés
| 2008. január 9. | Arsenal     | 1 - 1 | Tottenham Hotspur | Emirates Stadium, London Nézőszám: 53,136 Játékvezető: Mike Dean |
| 2008. január 9. | Walcott 79' | (0-1) | 37' Jenas         | Emirates Stadium, London Nézőszám: 53,136 Játékvezető: Mike Dean |

Keret:Cerny, Chimbonda, Dawson, King, Lee, Lennon, Jenas, O’Hara, Malbranque (Boateng 77), Berbatov, Keane (Defoe 83).

Nem játszott: Robinson, Stalteri, Táarábt.
Elődöntő, 2. mérkőzés
| 2008. január 22. | Tottenham Hotspur                                                                         | 5 - 1 | Arsenal                             | White Hart Lane, London Nézőszám: 35,979 Játékvezető: Howard Webb |
| 2008. január 22. | Jenas 3' Bendtner 27' (ö.g.) Keane 48' Lennon 60' Malbranque 90' Malbranque 20' Jenas 72' | (2-0) | 70' Adebayor 62' Hoyte 74' Adebayor | White Hart Lane, London Nézőszám: 35,979 Játékvezető: Howard Webb |

Keret:Cerny, Chimbonda, Dawson, King, Lee, Lennon (Huddlestone 74), Jenas, Tainio, Malbranque, Keane (Boateng 64), Berbatov (Defoe 64).

Nem játszott: Robinson, O’Hara.
Döntő
Lásd még: 2008-as angol Ligakupa-döntő
| 2008. február 24. | Tottenham Hotspur                                                                  | 2 - 1 | Chelsea                            | Wembley stadion, London Nézőszám: 87,660 Játékvezető: Mark Halsey |
| 2008. február 24. | Berbatov 68' (11-esből) Woodgate 92' Zokora 37' Tainio 116' Lennon 120' Jenas 120' | (0-1) | 37' Drogba 96' Mikel 104' Carvalho | Wembley stadion, London Nézőszám: 87,660 Játékvezető: Mark Halsey |

Tottenham: Robinson, Hutton, Woodgate, King, Chimbonda (Huddlestone 61), Lennon, Jenas, Zokora, Malbranque (Tainio 75), Berbatov, Keane (Kaboul 102).

Nem játszott: Cerny, Bent
Chelsea: Cech, Belletti, Carvalho, Terry, Bridge, Wright-Phillips (Kalou 72), Essien (Ballack 88), Lampard, Mikel (Joe Cole 98), Anelka, Drogba.

Nem játszott: Cudicini, Alex

### UEFA-kupa
Első kör
| 2007. szeptember 20. | Tottenham Hotspur                                     | 6 - 1 | Anórthoszi Ammohósztu | White Hart Lane, London Játékvezető: Paolo Dondarini |
| 2007. szeptember 20. | Kaboul 5' Dawson 39' Keane 42' Bent 43' Defoe 65' 91' | (4-0) | 80' Žlogar            | White Hart Lane, London Játékvezető: Paolo Dondarini |

| 2007. október 4. | Anórthoszi Ammohósztu | 1 - 1 | Tottenham Hotspur | Antonis Papadopoulos, Larnaca Játékvezető: Pavel Královec |
| 2007. október 4. | Pereira 54'           | (0-0) | 78' Keane         | Antonis Papadopoulos, Larnaca Játékvezető: Pavel Královec |

Csoportkör sorsolás

A 2007. október 9-ei csoportkör sorsoláson a Tottenham a G csoportba került. Ellenfeleik a spanyol Getafe, az izraeli Hapoel Tel Aviv, a dán Aalborg, és a belga RSC Anderlecht.
Csoportkör (G csoport)
| Csapat            | Pont | Meccs | Gy | D | V | LG | KG | GK |
| ----------------- | ---- | ----- | -- | - | - | -- | -- | -- |
| Getafe            | 9    | 4     | 3  | 0 | 1 | 7  | 5  | +2 |
| Tottenham Hotspur | 7    | 4     | 2  | 1 | 1 | 7  | 5  | +2 |
| Anderlecht        | 5    | 4     | 1  | 2 | 1 | 5  | 4  | +1 |
| Aalborg           | 4    | 4     | 1  | 1 | 2 | 7  | 7  | 0  |
| Hapoel Tel Aviv   | 3    | 4     | 1  | 0 | 3 | 3  | 8  | -5 |

| 2007. október 25. | Tottenham Hotspur | 1 - 2 | Getafe                  | White Hart Lane, London Játékvezető: Knut Kircher |
| 2007. október 25. | Defoe 19'         | (1-1) | 21' Granero 70' Braulio | White Hart Lane, London Játékvezető: Knut Kircher |

| 2007. november 8. | Hapoel Tel Aviv | 0 - 2 | Tottenham Hotspur      | Bloomfield, Tel-Aviv Játékvezető: Grzegorz Gilewski |
| 2007. november 8. |                 | (0-2) | 26' Keane 31' Berbatov | Bloomfield, Tel-Aviv Játékvezető: Grzegorz Gilewski |

| 2007. november 29. | Tottenham Hotspur                    | 3 - 2 | Aalborg                   | White Hart Lane, London Játékvezető: Pedro Proença |
| 2007. november 29. | Berbatov 46' Malbranque 51' Bent 66' | (0-2) | 2' Enevoldsen 37' Risgård | White Hart Lane, London Játékvezető: Pedro Proença |

| 2007. december 6. | RSC Anderlecht | 1 - 1 | Tottenham Hotspur       | Constant Vanden Stock Stadium, Brüsszel Játékvezető: Damir Skomina |
| 2007. december 6. | Polák 68'      | (0-0) | 71' (11-esből) Berbatov | Constant Vanden Stock Stadium, Brüsszel Játékvezető: Damir Skomina |

A legjobb 16 közé kerülésért
| 2008. február 14. | Slavia Praha                                    | 1 - 2 | Tottenham Hotspur                                     | Evzena Rosickeho Stadion, Prága Nézőszám: 11,134 Játékvezető: Claudio Circhetta, Svájc |
| 2008. február 14. | Střihavka 69' Hubáček 32' Ivana 63' Tavares 80' | (0-2) | 4' Berbatov 30' Keane 35' Tainio 64' Jenas 86' O’Hara | Evzena Rosickeho Stadion, Prága Nézőszám: 11,134 Játékvezető: Claudio Circhetta, Svájc |

Keret:Cerny, Tainio (O’Hara 59), Woodgate, Zokora, Chimbonda, Lennon, Huddlestone, Jenas, Malbranque, Berbatov, Keane (Bent 66).

Nem játszott: Robinson, Lee, Kaboul, Táarábt, King.
| 2008. február 21. | Tottenham Hotspur | 1 - 1 | Slavia Praha | White Hart Lane, London Nézőszám: 34,224 Játékvezető: Jonas Eriksson |
| 2008. február 21. | O’Hara 7'         | (1-0) | 51' Krajčík  | White Hart Lane, London Nézőszám: 34,224 Játékvezető: Jonas Eriksson |

Keret:Robinson, Chimbonda (Malbranque 61), Kaboul, Woodgate, O’Hara, Tainio, Huddlestone, Zokora, Lennon (Jenas 70), Berbatov (Keane 46), Bent.

Nem játszott: Cerny, Lee, Táarábt, Rocha.
Nyolcaddöntő
| 2008. március 6. | Tottenham Hotspur                       | 0 - 1 | PSV Eindhoven         | White Hart Lane, London Nézőszám: 33,259 Játékvezető: Stephane Lannoy |
| 2008. március 6. | Gilberto 26' Chimbonda 44' Berbatov 70' | (0-1) | 34' Farfán 53' Farfán | White Hart Lane, London Nézőszám: 33,259 Játékvezető: Stephane Lannoy |

| 2008. március 13. | PSV Eindhoven | 0 - 1 (6–5 bu) | Tottenham Hotspur                                                           | Philips Stadion, Eindhoven Nézőszám: 33,000 Játékvezető: Matteo Trefoloni |
| 2008. március 13. | Simons 63'    | 0-0            | 81' Berbatov 38' Jenas 44' King 90' Malbranque 109' Huddlestone 119' Zokora | Philips Stadion, Eindhoven Nézőszám: 33,000 Játékvezető: Matteo Trefoloni |

|                                                          |       | 11-esekkel                                              |  |
| Simons Lazović Farfán Salcido Dzsudzsák Bakkal Marcellis | 6 - 5 | Berbatov O’Hara Huddlestone Bent Jenas Zokora Chimbonda |  |